# Sofía del Prado Prieto
Sofía del Prado Prieto   (Albacete, 11 de febrer de 1994) és una model espanyola que va guanyar Miss Espanya 2017. Va representar Espanya a Miss Univers 2017, acabant com a finalista del Top 10.

## Trajectòria
Del Prado va néixer a Albacete i va créixer a Villarrobledo. Es va llicenciar en Relacions Internacionals i va treballar al departament de comerç internacional d'un celler.
Després de participar a Miss Espanya 2015, el 24 d'octubre del mateix any Del Prado va guanyar el concurs de bellesa Reina Hispanoamericana. El 24 de setembre de 2017, amb 23 anys, va guanyar el títol de Miss Univers Espanya 2017 i va representar Espanya a Miss Univers 2017 a Las Vegas.